# Factotum
Factotum é o segundo romance escrito pelo escritor Charles Bukowski, publicado em 1975 pela editora Black Sparrow Books nos Estados Unidos, em 2007 pela L&PM Editores no Brasil.

## O livro
Henry Chinaski, considerado 'inapto para o serviço militar', alcoólatra, sem emprego, sem profissão, cruza os Estados Unidos arranjando 'bicos' e trabalhos temporários para a subsistência, enquanto se dedica a sua grande paixão: escrever. Em meio a bebedeiras, romances, sexo, brigas e cartas de rejeição, Henry Chinaski tenta ser publicado.

## Personagens
Henry Chinaski representa o alter ego do próprio Charles Bukowski. Um escritor alcoólatra, misantrópico que vive de emprego em emprego e de mulher em mulher. Na tentativa de ser publicado.
Wilbour é um milionário que 'cuida' de mulheres de bares que não tem onde dormir.
Laura umas das garotas de Wilbour, com quem Chinaski se relaciona.
Jan alcoólatra, mãe de duas filhas, é o principal relacionamento de Chinaski, o troca por um rico corretor de imóveis. 